# Палфи, Бела
Белла Палфи (серб. Бела Палфи; 16 февраля 1923, Великий Бечкерек — 9 сентября 1995, Зренянин, Воеводина) — югославский футболист, игравший на позиции полузащитника, в частности, за клубы «Партизан» и «Црвена Звезда», а также национальную сборную Югославии. По завершении игровой карьеры — тренер.
Серебряный призёр Олимпийских игр 1948 года. Трехкратный чемпион Югославии. Трёхкратный обладатель Кубка Югославии.

## Клубная карьера
Во взрослом футболе дебютировал в 1941 году в клубе «НАК» (Нови-Сад) за который отыграл три футбольных сезона в чемпионате Венгрии (в период Второй мировой войны, клуб был переименован в «Уйвидек», и провёл 3 сезона в чемпионате Венгрии, между 1941 и 1944 годами).
В 1945 году вернулся в футбол, играл в составе клуба «Спартак» (Субботица), в котором провёл один сезон. Своей игрой привлёк внимание представителей тренерского штаба клуба «Партизан», к составу которого присоединился в 1946 году. Отыграл за белградскую команду следующие два сезона своей игровой карьеры. За это время завоевал титул чемпиона Югославии.
В течение 1948 года снова защищал цвета команды «Спартак» (Субботица). В этом же году заключил контракт с клубом «Црвена звезда», в составе которого провёл следующие пять лет своей карьеры. За это время добавил к переченю своих трофеев ещё два титула чемпиона Югославии.
Завершил профессиональную игровую карьеру в клубе «Спартак» (Субботица), в которой играл с 1953 года до 1954 года.

## Выступления за сборную
В 1948 году дебютировал в официальных матчах в составе национальной сборной Югославии. В течение карьеры в национальной команде провёл в её форме 3 матча.
Входил в состав сборной Югославии для участия в футбольном турнире на летних Олимпийских играх 1948 года, но не сыграл ни в одном матче. Присутствовал в заявке сборной на чемпионате мира 1950 года в Бразилии, но на поле не выходил.

## Карьера тренера
Начал тренерскую карьеру в 1959 году возглавив югославский клуб «Слобода» из города Тузла. В 1962 году, возглавив тренерский штаб греческого клуба «Арис», которым руководил 4 года. Позже тренировал другой греческий клуб «Эгалео».
Последним местом тренерской работы был клуб «Приштина», главным тренером команды которого Бела Палфи был с 1981 по 1983 год.
Умер 9 сентября 1995 года на 73-м году жизни в городе Зренянин.

## Титулы и достижения
- Чемпион Югославии (3) :

«Партизан» : 1946/47
«Цервена звезда» : 1951, 1952/53
- Обладатель Кубка Югославии (3) :

«Партизан» : 1946/47
«Црвена звезда» : 1948/49, 1950